# Гьорче Петров (стадіон)
«Гьорче Петров» (мак. Стадион Ѓорче Петров) — багатофункціональний стадіон у місті Скоп'є, Північна Македонія. На даний час використовується, переважно, для проведення футбольних матчів. Домашня футбольна арена клубу «Македонія Гьорче Петров». Вміщує 3000 вболівальників.

## Історія
Стадіон відкритий у 1971 році, на той час мав всього одну трибуну. У сезоні 2004/05 років проведена реконструкція: побудована друга трибуна, поліпшена інфраструктура й збільшена місткість старої трибуни.